# Irak na Mistrzostwach Świata w Lekkoatletyce 2017
Irak na Mistrzostwach Świata w Lekkoatletyce 2017 – reprezentacja Iraku podczas Mistrzostw Świata w Londynie liczyła 1 zawodnika, który nie zdobył medalu.

## Skład reprezentacji
| Zawodnik         | Konkurencja  | Kwalifikacje | Kwalifikacje | Finał | Finał   |
| Zawodnik         | Konkurencja  | Wynik        | Pozycja      | Wynik | Pozycja |
| ---------------- | ------------ | ------------ | ------------ | ----- | ------- |
| Mustafa Alsaamah | rzut dyskiem | 58,40        | 27.          | NQ    | NQ      |